# Jérémy Deloumeaux
Jérémy Deloumeaux, né le 19 janvier 1999 aux Abymes, est un coureur cycliste français.

## Biographie
En 2016, Jérémy Deloumeaux remporte la version junior du Tour de la Guadeloupe, sous les couleurs du club  Vélo Passion Caraïbes Réveil,. Il poursuit ensuite sa carrière au sein de la Jeunesse Cycliste des Abymes. Avec cette équipe, il s'adjuge une étape du Tour de la Guadeloupe en 2022, parmi les élites. Il termine également deuxième du championnat de la Caraïbe sur route. 
Lors de la saison 2024, il obtient de nouvelles victoires dans des courses régionales en Outre-Mer. Il remporte notamment une étape du Tour de la Martinique et du Tour de Marie-Galante.

## Palmarès
- 2016
  - Tour de la Guadeloupe juniors
- 2022
  - 1re étape du Grand Prix de la JCA
  - 7e étape du Tour de la Guadeloupe
  - 2e du Grand Prix de la JCA
  -  Médaillé d'argent du championnat de la Caraïbe sur route
- 2023
  - 2e étape de la Coupe Frédéric Jalton
  - Ronde de Calvaire
- 2024
  - Six Jours du Crédit Agricole :
    - Classement général
    - 1re épreuve

  - Grand Prix de la Saint-Jean :
    - Classement général
    - 1re étape

  - 7e étape du Tour de la Martinique
  - 7e étape du Tour de Marie-Galante

## Classements mondiaux
| Année                                 | 2022  |
| ------------------------------------- | ----- |
| Classement mondial                    | 2199e |
| UCI Europe Tour                       | 1385e |
|                                       |       |
| Légende : nc = non classéSource : UCI |       |